# Hoeve De Kruisstraat
Hoeve De Kruisstraat is een monumentale hoeve in de Nederlandse plaats Rimburg, in de provincie Limburg.

## Beschrijving
Het pand werd in de eerste helft van de 19e eeuw gebouwd op het punt waar de Rinkberg, Brugstraat en Palenbergerweg samenkomen. Dit kruispunt verklaart direct de naam van de hoeve. De hoeve is opgetrokken in wit geschilderd baksteen en heeft vensteromlijstingen van Naamse steen.
In 1922 werd in een perk bij de hoeve een Heilig Hartbeeld opgericht.

## Waardering
De hoeve werd in 1967 als rijksmonument in het monumentenregister ingeschreven.

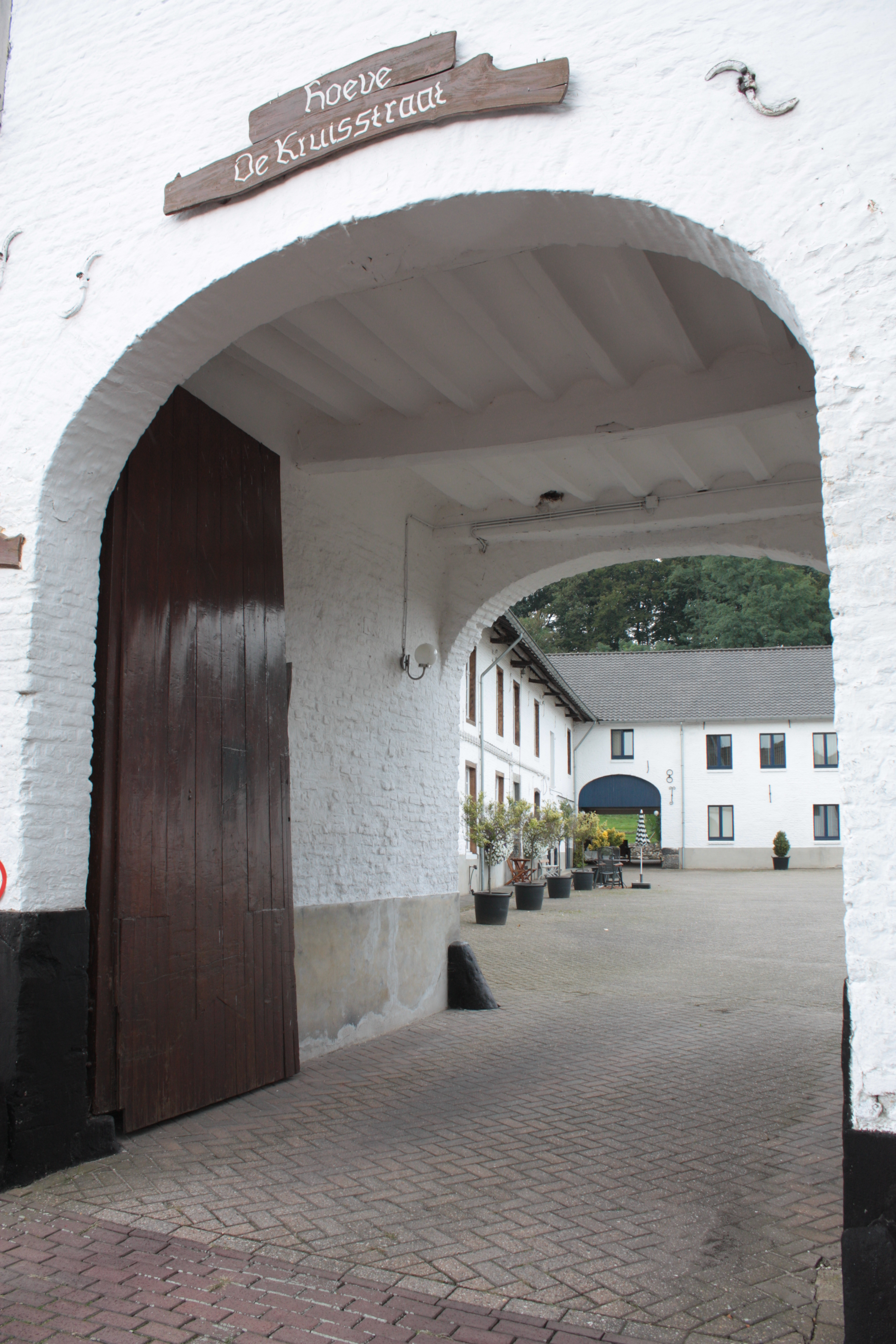
De toegangspoort
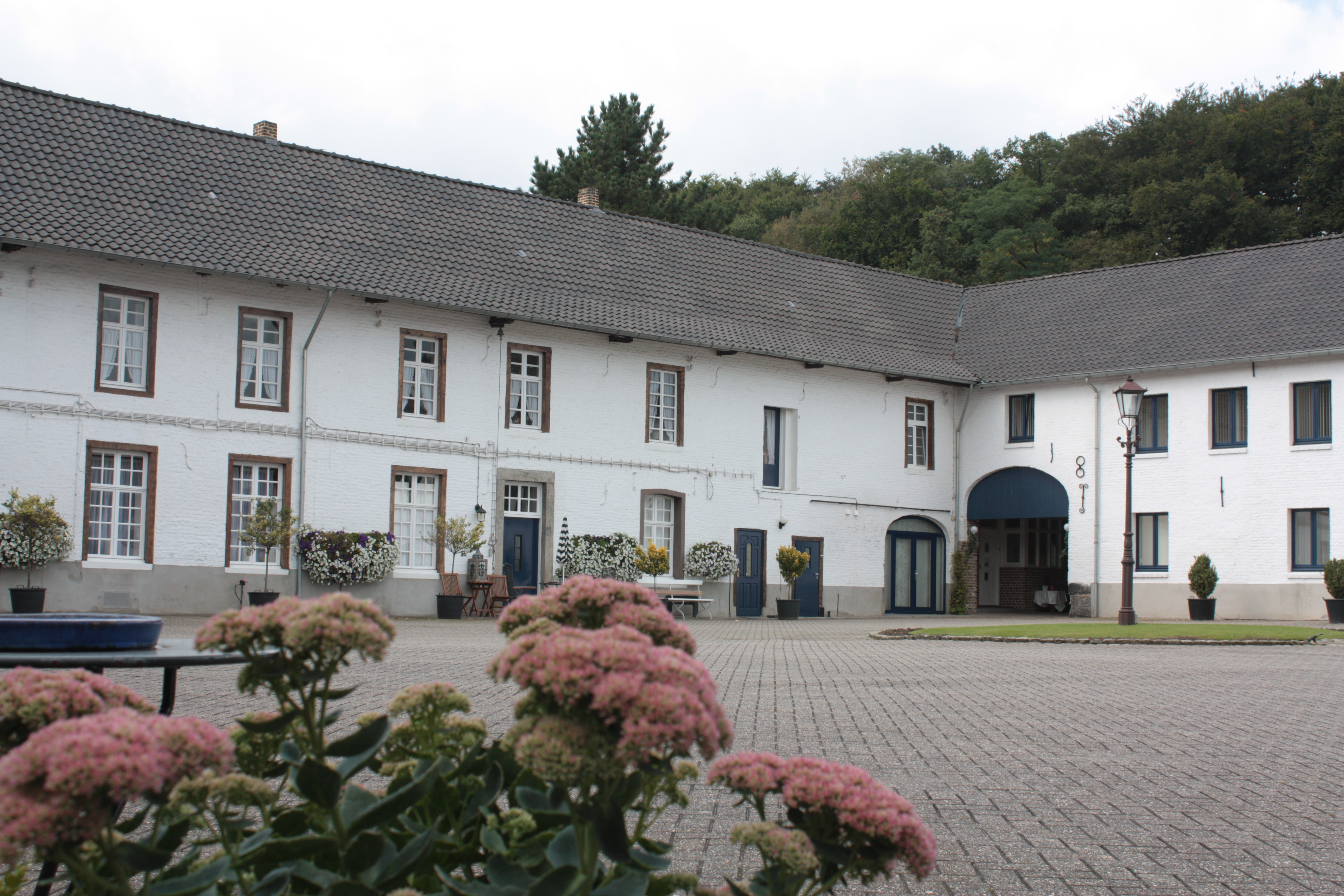
De binnenplaats